# UTC+03:00
UTC+3 est un fuseau horaire, en avance de 3 heures sur UTC.

## Zones concernées

### Toute l'année
UTC+3 est utilisé toute l'année dans les pays et territoires suivants :
- Afrique du Sud : Archipel du Prince-Édouard ;
- Arabie saoudite ;
- Bahreïn ;
- Biélorussie ;
- Comores ;
- Djibouti ;
- Érythrée ;
- Éthiopie.

- France :
  - Bassas da India (inhabitée) ;
  - Île Europa (inhabitée) ;
  - Île Juan de Nova (inhabitée) ;
  - Mayotte.

- Géorgie :
  -  Abkhazie ;
  -  Ossétie du Sud-Alanie ;
- Irak ;
- Jordanie ;
- Kenya ;
- Koweït ;
- Madagascar ;
- Ouganda ;
- Qatar ;
- Russie (zone 2, appelée l'heure de Moscou, concernant toute la partie occidentale du pays) ;
- Somalie ;
- Syrie ,
- Tanzanie ;
- Turquie ;
- Yémen.

### Heure d'hiver (hémisphère nord)
Aucune zone n'utilise UTC+3 pendant l'heure d'hiver (dans l'hémisphère nord) et UTC+4 à l'heure d'été.

### Heure d'hiver (hémisphère sud)
Aucune zone n'utilise UTC+3 pendant l'heure d'hiver (dans l'hémisphère sud) et UTC+4 à l'heure d'été.

### Heure d'été (hémisphère nord)
Les zones suivantes utilisent UTC+3 pendant l'heure d'été (dans l'hémisphère nord) et UTC+2 à l'heure d'hiver :
- Pays suivant l'heure d'été de l'Eastern European Time :
  -  Bulgarie ;
  -  Chypre ;
  -  Chypre du Nord ;
  -  Égypte[1] ;
  -  Estonie ;
  -  Finlande ;
  -  Grèce ;
  -  Lettonie ;
  -  Lituanie ;
  -  Moldavie ;
  -  Roumanie ;
  -  Royaume-Uni : Bases chypriotes d'Akrotiri et Dhekelia ;
  -  Ukraine.

- Pays suivant d'autres règles pour l'heure d'été :
  -  Israël ;
  -  Liban ;
  -  Palestine.

### Heure d'été (hémisphère sud)
Aucune zone n'utilise UTC+3 pendant l'heure d'été (dans l'hémisphère sud) et UTC+2 à l'heure d'hiver.

## Géographie
À l'origine, UTC+3 concerne une zone du globe comprise entre 37,5° et 52,5° E et l'heure initialement utilisée correspondait à l'heure solaire moyenne du 45e méridien est (référence supplantée par UTC en 1972). Pour des raisons pratiques, les pays utilisant ce fuseau horaire couvrent une zone plus étendue.
En Russie, UTC+3 porte le nom de Московское время (Moskovskoïe vremia), heure de Moscou, et est abrégé en MSK. En Europe, il est également appelé Eastern European Summer Time (heure d'été de l'Europe de l'Est, EEST). En Afrique, East Africa Time (heure de l'Afrique de l'Est, EAT).